# Лабун Інна Юріївна
І́нна Ю́ріївна Лабу́н (нар. 17 травня 1977, м. Могилів-Подільський) — українська художниця. Член Національної спілки художників України (2023)..

## Біографія
Народилася 17 травня 1977 року у м. Могилеві-Подільському. Закінчила Вижницький коледж прикладного мистецтва імені В. Ю. Шкрібляка, факультет «Художнє ткацтво» (1997), Інститут післядипломної освіти Київського Національного університету технології та дизайну, факультет «Моделювання та конструювання виробів народного вжитку» (2005), Чернівецький Національний університет ім. Ю.Федьковича, факультет «Образотворче та декоративно-прикладне мистецтво» (2008) Викладачі: Жаворонков В. П., Баричева І. І., Жуковський Е. Ф., Чернишова С. П., Наконечний В. А.

Живе у Могилеві-Подільському.

## Творчість
Працює у галузі декоративно-прикладного мистецтва.

Основні роботи: «Дорога додому» (2009), «Яблуні цвітуть» (2009), «Маки» (2009), «Рідна стежка» (2011), «Нарциси» (2012), «Соняхи» (2013), «Різдвяний передзвін» (2014). Учасниця десятків колективних виставок та персональної 2010 р. в Могилеві-Подільському.